# Stenothemus fukienensis
Stenothemus fukienensis es una especie de coleóptero de la familia Cantharidae.

## Distribución geográfica
Habita en Fujian (China).